# The Love of Women
The Love of Women (o The Love of Woman) è un cortometraggio muto del 1915 diretto da Joseph W. Smiley.

## Produzione
Il film fu prodotto dalla Lubin Manufacturing Company.

## Distribuzione
Distribuito dalla General Film Company, il film - un cortometraggio in tre bobine - uscì nelle sale USA il 24 febbraio 1915.